# Paroedura oviceps
Espèce
Synonymes
- Phyllodactylus oviceps Boettger, 1881
- Phyllodactylus madagascariensis Mocquard, 1895
- Diplodactylus robustus Boulenger, 1896

Statut de conservation UICN

 NT  : Quasi menacé
Paroedura oviceps est une espèce de geckos de la famille des Gekkonidae.

## Répartition
Cette espèce est endémique du Nord de Madagascar.

## Publication originale
- Boettger, 1881 : Diagnoses reptilium et batrachiorum novorum insulae Nossi Bé Madagascariensis. Zoologischer Anzeiger, vol. 4, n. 87, p. 358-362 (texte intégral).